# دانيال ألبرت
دانيال ألبرت (7 أبريل 1971 بإسرائيل - ) هو لاعب كرة قدم إسرائيلي في مركز الدفاع. لعب مع Hapoel Rishon LeZion F.C. ‏ وMaccabi Herzliya F.C. ‏ وMaccabi Sha'arayim F.C. ‏.

## وصلات خارجية
- دانيال ألبرت على موقع قاعدة بيانات كرة القدم.إي يو (الإنجليزية)